# ألويس راينهارد
ألويس راينهارد (بالألمانية: Alois Reinhardt)‏ هو لاعب كرة قدم ومدرب كرة قدم ألماني في مركز الدفاع، ولد في 18 نوفمبر 1961 في هوشتات أن در آيش في ألمانيا. شارك مع منتخب ألمانيا تحت 18 سنة لكرة القدم ومنتخب ألمانيا تحت 21 سنة لكرة القدم ومنتخب ألمانيا الأولمبي لكرة القدم ومنتخب ألمانيا لكرة القدم. أما مع النوادي، فقد لعب مع باير 04 ليفركوزن وبايرن ميونخ ونادي نورنبرغ.

## وصلات خارجية
- ألويس راينهارد على موقع قاعدة بيانات كرة القدم.إي يو (الإنجليزية)
- ألويس راينهارد على موقع بيانات كرة القدم. دي إي (الألمانية)
- ألويس راينهارد على موقع ناشيونال فوتبول تيمز (الإنجليزية)
- ألويس راينهارد على موقع عالم كرة القدم.نت (الإنجليزية)